# Jan Christiaan Sepp
Jan Christiaan Sepp, né le 8 novembre 1739 à Amsterdam où il est mort le 29 novembre 1811, est un graveur, libraire, éditeur, auteur et illustrateur néerlandais. 

## Biographie

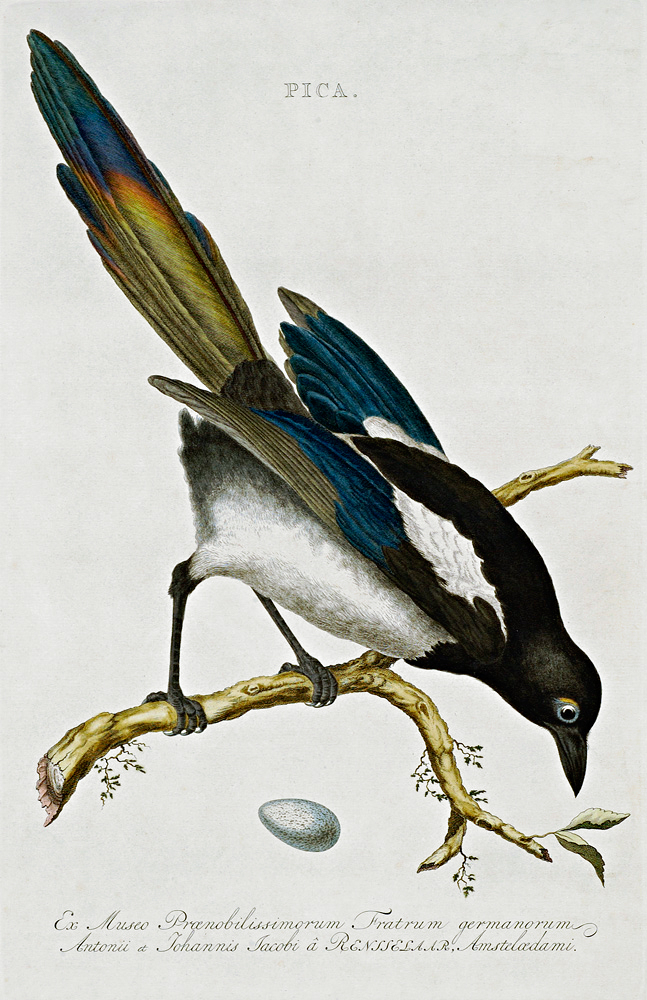
Dessin de Nederlandsche vogelen par Cornelis Nozeman, illustré par Jan Christiaan Sepp.

Jan Christiaan Sepp est né le 11 novembre 1739 à Amsterdam aux Pays-Bas.
Il rejoint la maison d'édition créée par son père Christiaan Andreas Sepp (c. 1710-1775), lui-même éditeur et illustrateur.
Il épouse S.Focking en 1768, fille d'un papetier de Gdansk. Après le décès de son épouse en 1773, il se remarie. Il déménage dans le quartier de Haarlemmerstraat à Amsterdam. Ses 11 enfants furent baptisés à l'Église Mennonite.
En 1777, il participe à la fondation de l'association Felix Meritis qui regroupe des scientifiques et des artistes, et qui à son siège dans un bâtiment imposant de Keizergracht, à Amsterdam. 
Jan Christiaan Sepp est connu pour avoir illustré le livre du naturaliste Cornelis Nozeman Nederlandsche Vogelen, en français, Oiseaux néerlandais.